# Грејт Ривер (Њујорк)
Грејт Ривер (енгл. Great River) насељено је место без административног статуса у америчкој савезној држави Њујорк.

## Демографија
По попису из 2010. године број становника је 1.489, што је 57 (-3,7%) становника мање него 2000. године.
| Група             | 2000.         | 2010.         |
| Белци             | 1.493 (96,6%) | 1.389 (93,3%) |
| Афроамериканци    | 0 (0,0%)      | 8 (0,5%)      |
| Азијати           | 9 (0,6%)      | 27 (1,8%)     |
| Хиспаноамериканци | 29 (1,9%)     | 62 (4,2%)     |
| Укупно            | 1.546         | 1.489         |